# C/1908 R1 (Morehouse)
C/1908 R1 (Morehouse) – kometa jednopojawieniowa, najprawdopodobniej nie powróci już w okolice Słońca.

## Odkrycie i orbita komety
Kometę C/1908 R1 (Morehouse) odkrył 1 września 1908 roku Daniel David Morehouse. Osiągnęła ona swe peryhelium 26 grudnia tegoż roku i znalazła się w odległości 0,94 j.a. od Słońca. Poruszała się po hiperbolicznej orbicie o nachyleniu 140,17° względem ekliptyki.

## Właściwości fizyczne
Nie ma dokładnych danych co do średnicy jądra tej komety (zapewne nie jest ono większe od kilku km). Jej warkocz rozdzielał się nawet na sześć włókien. W widmie komety zaobserwowano wysokie stężenie jonów CO+, co może świadczyć o tym, że obiekt ten pochodzi z obłoku Oorta.